# جزایر ریوکیو
جزایر ریوکیو زنجیره‌ای از جزایر آتشفشانی متعلق به ژاپن است که از کیوشو به تایوان گسترش دارد: اوسومی، جزیره تاکارا، جزایر آمامی، جزایر اوکیناوا و جزایر ساکیشیما (بعدها به جزایر میاکو و جزایر یائه‌یاما تقسیم شد)، با یوناگونی جنوبی این جزایر را تشکیل می‌دهند. بزرگترین جزیرهٔ آن جزیره اوکیناوا است.
پادشاهی ریوکیو زمانی منطقه‌ای مستقل بود و مردم ریوکیو فرهنگی تا اندازه‌ای متفاوت نسبت به بقیه ژاپن دارند. زبان‌های ریوکیویی از خانواده زبان‌های ژاپنی هستند.